# Дельта Кубані

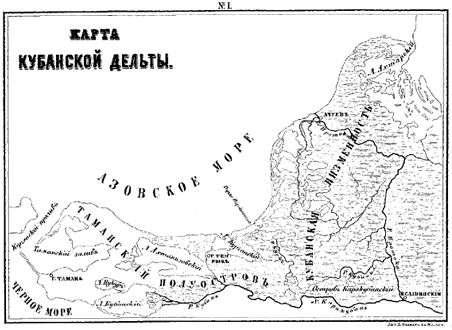
Мапа Кубанської дельти, 1870 рік

Дельта Кубані  розпочинається з Раздерського вузла за 111 км від узбережжя Азовського моря, біля міста Слов'янськ-на-Кубані, де відокремлюється праве гирло Протока, яким майже половину своїх вод Кубань скидає в Азовське море неподалік робочого селища Ачуїво. Кубань, не доходячи до моря, відокремлює ліворуч ще одне гирло — Козачий Єрик, який вливається у Великий Ахтанізовський лиман, а з останнього  Пересипським гирлом надходить в Азовське море. Сама Кубань (Петрушине гирло) впадає в Темрюцьку затоку Азовського моря біля міста Темрюк так званим Вербенським гирлом. 
- Площа 3 500 км²[2]
- Річний стік 11,0 км³/рік
- Наразі дельта Кубані зазнає опускання зі швидкістю 3 мм/рік

Темрюцька антикліналь і пов'язана з нею піднесеність обумовило утворення Раздерського вузла й поділ Кубані на два провідні гирла: Протоку, що прямує на північ і власне Кубань.
За часів узунларської епохи (синхронна міндель-риській епосі) на місці сучасної дельти Кубані була величезна Давньокубанська затока Азовського моря, яка простягалася від Таманського півострова до нинішнього Приморсько-Ахтарська і вглиб аж до Краснодара.
Межі Давньокубанської затоки можна прийняти: південна межа — передгір'я Кавказу (по Сухому Аушедзу, Адагуму й Джигинський терасі) до Кубанської коси Чорноморського узбережжя, східна межа прямує приблизно по Ангелінському єрику, на позначках 8—10 м, і позначається на місцевості нечітко. Від Гривенської цей єрик не є межею між степом і плавнями, оскільки повертає на північний захід і губиться в плавнях. Від цього місця межу слід уважати прямуючою до північного, високого берегу Ахтарських лиманів. Берег лиманів переходить потім у морський берег і досягає найбільшої висоти на ділянці Залізного обриву і є південно-західним кутом обмеженого з півдня підвищеним берегом Бейсузького лиману, що приймає в себе річки Бейсуг і Челбас. 
У новоевскинську та давньоазовзовську епохи Азовські лимани набули сьогоденних берегів і виникли протоки Таманського півострова, які згодом були занесені річкою Кубань.
За часів Страбона південне гирло Кубані впадало біля Фанагорії в Боспор Кімерійський (Керченську протоку). Значна частина прісного стоку прямувала осторонь від Давньо-Кубанської затоки; замулювались протоки Таманського архіпелагу. Уже на мапі 1318 р., Петра Вісконте зображено монолітний Таманський півострів, а південне гирло Кубані впадає в Азовське море на північний схід від нього. Цей поворот Кубані можливий при піднятті Таманського півострова із діяльністю грязьових вулканів, що заважали прямуванню водних потоків.
Давня Кубань — Антикітес і її гирло, що впадало в море через Пересипне гирло і яке проходило повз стародавнього селища Копес (нині Ахтанизовська), поступово сформували низинну перемичку, що з'єднала острів Темрюцької антикліналі з Фирамбейською піднесеністю. Було сформовано два лимани: Ахтанизівський і Курчанський. У Курчанський лиман впадала Середня Кубань, що згодом перетворилася в єрик Курку.
У XV—XVI ст. Кубань, прорвавши вал свого лівого берега, стала впадати в Чорне море.
На початку XIX ст., по закінченні Східної війни, для цілей військового постачання з Азовського моря була прокопана в Темрюцьке гирло Переволока — давніше річище південного гирла, повністю обмілілого в XV — XVI ст. При цьому єрик Курку закрили. Вода пішла прокопами. Ахтанізівський лиман став прісним, течія на Курчанському гирлі посилилася. Це гирло мало кілька островів. Оскільки прокоп не підтримувався, то він за кілька десятиліть обмілів. До 1830 р. ні Переволоки, ні Темрюцького гирла вже не було.
Ахтанізівський лиман став замкненим озером. Десятиліття пізніше гирла було прочищено знову, і 1864 року вода в лимані стала прісною. У 1871 р. вирито Петрушин канал, що направив воду Кубані в Курчанський лиман. Усі бічні єрики було забито, а річку розчищено від великої кількості накопичених нею корчів.
З цього часу почалося інтенсивне зменшення стоку Кубані в Чорне море через Бугазьке гирло (від 67% в 1858 р. до 1% в 1893 р.) і відповідне збільшення її стоку в Ахтанізівський лиман через Переволоку.
Відповідно Бугазьке гирло звузилося з 0,5 км (1833) до 50 м (1865). Одночасно йшло осолонцювання чорноморських лиманів Кубані. Це призвело до повного падіння колись надзвичайно багатого промислу осетрових, а згодом і частикових риб, що заходили сюди для нагулу з річки. За радянських часів лимани було знов опріснено й рибний промисел у них відновлено.
Для подолання мілководдя на виході з Темрюцького гирла в 1897 р. через його бар прорито канал завдовжки 1,4 км завширшки по дну 60 м, глибиною 2,7 метра. Через місяць він був повністю занесений. Будучи прорито новим напрямком в 1899, він протримався менше року. З 1899 по 1908 виконувалось його розчищення. У 1908, було закінчено спорудження морського порту, ізольованого від річки суцільний дамбою, з каналом, вихід якого в Темрюцьку затоку обмежено молами.
У 1926, була закрита Переволока, і цей водний вузол Кубані прийняв сучасні обриси в плані. У Ахтанізовський лиман впадає Козачий єрик. Лиман сполучається з морем через відкрите знову Пересипне гирло. Петрушине гирло прямує повз Темрюка в Темрюцьку затоку. За 5 км вище поділу Кубані на ці два гирла від неї відходить Бугазске гирло. Воно потім розділяється на р. Джигу, що впадає в Витязевський лиман, і р. Кубанку, що впадає в Кизилтаський лиман. Ці лимани колись становили одне ціле, а згодом розділилися на дві частини низинною наносною перемичкою.
Вершина дельти, де Кубань розділяється на два гирла — Протока і Кубань, не є постійної точкою. Ще на початку XIX ст. провідне річище Кубані прямувало на 10 км на північ від сучасного положення тут повертало на захід, відокремив на північ Протоку. Кубань прямувала по долині, яка тепер зайнята єриками Кубанським і Давидовським. Вони обмежують з півночі так званий Кара-Кубанський острів, південний беріг якого омиває нове, сучасне річище Кубані. Це нове річище отримало назву Кара-Кубань і має довжину 35 кілометрів.
Річка Протока ще на початку XIX ст. в своїй нижній течії мала цілу низку озероподібних розширень, з'єднаних з її провідним річищем (лимани Рудивський, Красногольський, Чубургольський тощо.). Спочатку вона впадала в Ахтирський лиман. Обміління цих лиманів її виносами створювало подовження річки, що викликало, для збільшення ухилу, підвищення її річища і зростання прируслових валів. Дельта на захід від неї формувалася її єриками. При одній з сильних повеней (таскинів) вона прорвала вал лівого берега і скерувала основний стік на захід, одним з єриків, через Сладковське гирло, яке в 1840, було занесено при бурі, причому натомість утворилося, кілька північніше, Рубцовське гирло. Пізніше її нижня течія рушила Ачуївським гирлом.

## Ресурси Інтернету
Знай свій край [Архівовано 18 січня 2021 у Wayback Machine.](рос.)